# Agua Dulce, Colima
Agua Dulce är en ort i Mexiko.   Den ligger i kommunen Villa de Álvarez och delstaten Colima, i den södra delen av landet, 500 km väster om huvudstaden Mexico City. Agua Dulce ligger 625 meter över havet och antalet invånare är 146.
Terrängen runt Agua Dulce är kuperad söderut, men norrut är den bergig. Runt Agua Dulce är det ganska tätbefolkat, med 199 invånare per kvadratkilometer. Närmaste större samhälle är Colima, 17,6 km öster om Agua Dulce. I omgivningarna runt Agua Dulce växer huvudsakligen savannskog.